# Chüiten-Gipfel
Der Chüiten-Gipfel (mongolisch Хүйтэн оргил „Kalter Gipfel“, vormals Nairamdal Uul mongolisch Найрамдал Уул „Freundschaftsgipfel“) bzw. Youyi-Gipfel (chinesisch 友谊峰, Pinyin Yǒuyì Fēng „Freundschaftsgipfel“, vormals chinesisch 奎屯山, Pinyin Kuítún Shān; Uigurisch دوستلۇق چوققىسى Dostluⱪ Qoⱪⱪisi) liegt im südlichen Altaigebirge und ist mit einer Höhe von 4374 m (frühere Höhenangabe: 4356 m) der höchste Berg der Mongolei.

## Lage
Der Chüiten bzw. Youyi steht an der Grenze zwischen der Mongolei und China, im Bajan-Ölgii-Aimag im äußersten Westen der Mongolei und im Bezirk Altay im äußersten Norden des Autonomen Gebiets Xinjiang.
Zusammen mit vier anderen Gipfeln bildet er die Tawan-Bogd-Gruppe („fünf Heilige“), darunter der Tawan Bogd Uul, welcher etwa 2,5 km weiter nördlich das Dreiländereck zwischen der Mongolei, Russland und China markiert.